# Tingshuset i Gävle
Tingshuset i Gävle är ett före detta tingshus i Gävle byggt i omgångar under slutet av 1800-talet. Huset blev ett statligt byggnadsminne 1993 och omvandlades till byggnadsminne enligt Kulturmiljölagen 1994.

## Historia
Den äldsta delen av tingshuset, den som numera ligger närmast kyrkan, uppfördes 1875 som bostad åt målaråldermannen Conrad Sjöström. Byggmästare var Erik Ramström som stod för flera byggprojekt i Gävle efter stadsbranden 1869. Bostadshuset byggdes redan 1880 om under ledning av stadens stadsarkitekt Erik Alfred Hedin till domstolslokal för Gästriklands domsaga och Gästriklands östra tingslag. Huset försågs med ny fasad i nyrenässansstil och breddades för att kunna förses med en tingssal med dubbel takhöjd. År 1911 byggdes huset till för att rymma arrestlokaler. Ombyggnationen skedde återigen efter Hedins ritningar och efter att husets främre del utvidgats försågs den med en kopia av den tidigare fasaden. Huset byggdes till med en ny kanslibyggnad i betong 1963 som ritats av Sten Dalén och förbands med resten av byggnaden med en inglasad gång. År 1993 flyttade tingsrätten och lokalerna renoverades för Vägverkets räkning. Arbetet skedde i samråd med länsmuseet och delar av både exteriörens och interiörens ytskikt återställdes till den ursprungliga färgsättningen från 1880.